# 페가수스자리 알파
페가수스자리 알파(Alpha Pegasi, α Peg, α Pegasi)는 페가수스자리에 있는 별로, 페가수스자리에서 세 번째로 밝은 별이다. 세 번째로 밝음에도 불구하고 알파 기호를 받았다. 이 별은 페가수스의 사각형을 이루는 네 별 중 하나이다. 전통적으로 이 별을 부르던 명칭은 마르카브이다.
마르카브는 항성 진화에 있어 주계열 단계의 끝에 이른 상태이다. 이 별은 얼마 지나지 않아 중심부에서 헬륨을 연소하는 단계로 돌입할 것이며, 적색 거성으로 부풀어 오를 것이다. 태양과 같이 이 별도 마지막에 백색 왜성을 남길 것이다.
고유 명칭인 마르카브는 아랍어 مركب에서 왔으며, 이는 '말의 안장'이라는 뜻이다. 혹은 페가수스자리 베타를 일컫는 '만키브'(Mankib, 아랍어 منكب الفرس 만키브 알-파라스 : 말어깨의 별)를 잘못 옮겨 쓴 것일 가능성도 있다.